# Яроцин (гміна, Яроцинський повіт)
Гміна Яроцин (пол. Gmina Jarocin) — місько-сільська гміна у північно-західній Польщі. Належить до Яроцинського повіту Великопольського воєводства.
Станом на 31 грудня 2011 у гміні проживало 45405 осіб.

## Територія
Згідно з даними за 2007 рік площа гміни становила 200.23 км², у тому числі:
- орні землі: 64.00%
- ліси: 26.00%

Таким чином, площа гміни становить 34.07% площі повіту.

## Населення
Станом на 31 грудня 2011:
| Опис     | Загалом | Загалом | Чоловіки | Чоловіки | Жінки | Жінки |
| -------- | ------- | ------- | -------- | -------- | ----- | ----- |
| одиниця  | осіб    | %       | осіб     | %        | осіб  | %     |
| все      | 45405   | 100     | 21988    | 48.43    | 23417 | 51.57 |
| міське   | 26289   | 100     | 12619    | 48.00    | 13670 | 52.00 |
| сільське | 19116   | 100     | 9369     | 49.01    | 9747  | 50.99 |

## Сусідні гміни
Гміна Яроцин межує з такими гмінами: Добжиця, Жеркув, Козьмін-Велькопольський, Котлін, Нове-Място-над-Вартою, Ярачево.